# Long Prairie
Long Prairie é uma cidade localizada no estado americano de Minnesota, no Condado de Todd.

## Demografia
Segundo o censo americano de 2000, a sua população era de 3040 habitantes.
Em 2006, foi estimada uma população de 2893, um decréscimo de 147 (-4.8%).

## Geografia
De acordo com o United States Census Bureau tem uma área de
6,3 km², dos quais 6,1 km² cobertos por terra e 0,2 km² cobertos por água. Long Prairie localiza-se a aproximadamente 394 m acima do nível do mar.

## Localidades na vizinhança
O diagrama seguinte representa as localidades num raio de 20 km ao redor de Long Prairie.